# PGC 38602
LEDA/PGC 38602 ist eine Balken-Spiralgalaxie vom Hubble-Typ SBb im Sternbild Coma Berenices am Nordsternhimmel. Sie ist schätzungsweise 175 Millionen Lichtjahre von der Milchstraße entfernt. Mit NGC 4132 bildet sie das gravitativ gebundene Galaxienpaar KUG 1206+295. Gemeinsam mit zwölf weiteren Galaxien bildet sie die NGC 4185-Gruppe (LGG 276).